# Dorothy Vernon of Haddon Hall
Dorothy Vernon of Haddon Hall è un film muto del 1924 diretto da Marshall Neilan; Mary Pickford collaborò non accreditata alla regia.

## Trama
Nel 1550 Sir George Vernon acconsente a fare fidanzare la figlia Dorothy con John Manners, figlio del Conte di Rutland, firmando un contratto secondo il quale, se sua figlia non si sposerà al compimento dei 18 anni, dovrà pagare una forte somma di denaro come penale. Tuttavia quando i due ragazzi crescono a Sir George arrivano notizie, dalla Francia, del cattivo comportamento del giovane decidendo quindi di troncarne il fidanzamento con la figliola che viene impegnata con il cugino Malcolm. Il conte di Rutland esige il pagamento della somma promessa ed intanto suo figlio stringe una stretta amicizia con Maria Stuarda, nemica giurata di Elisabetta I d'Inghilterra.

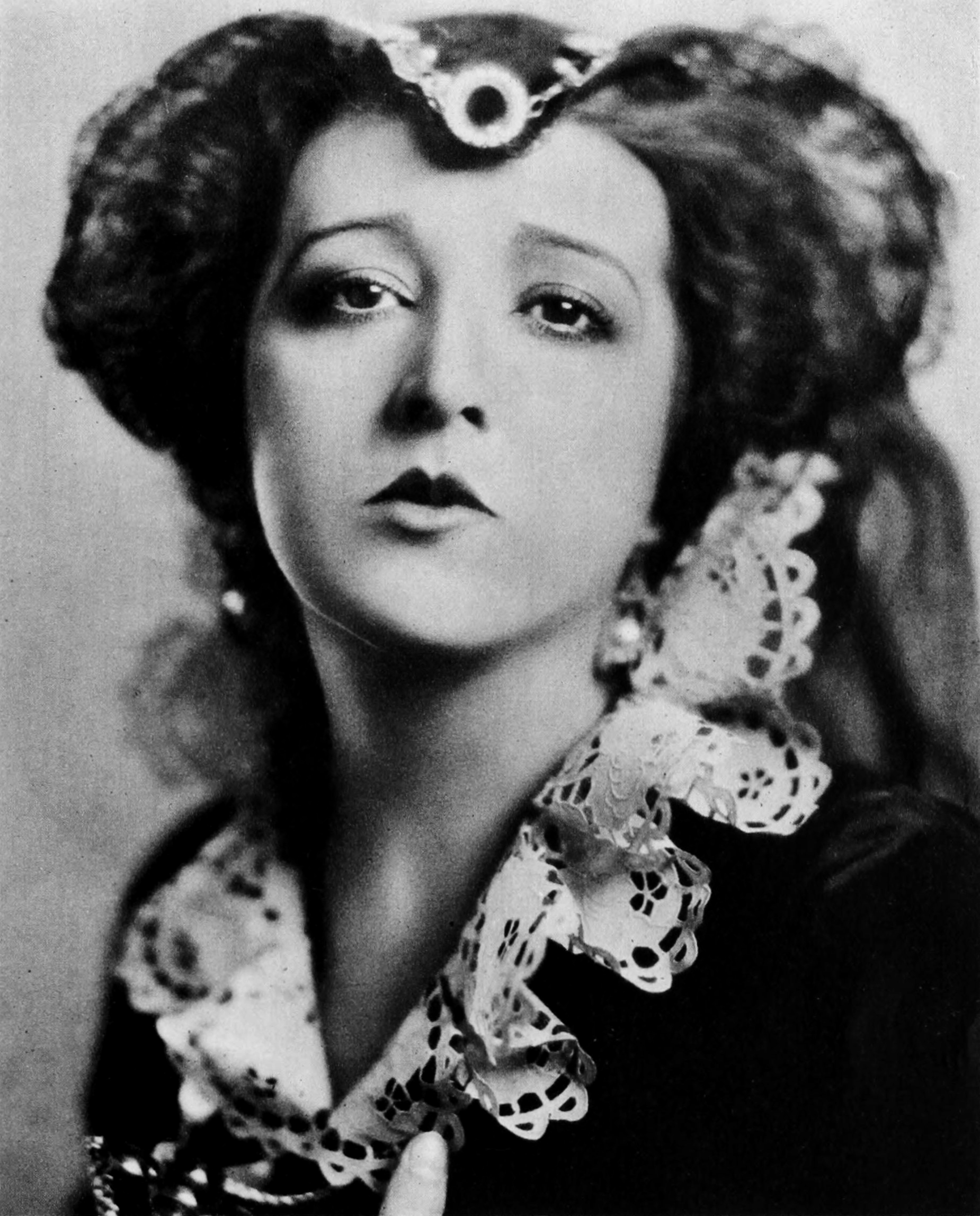
Estelle Taylor (Maria Stuarda)

## Produzione
Il film fu prodotto dalla Mary Pickford Company, la compagnia di produzione dell'attrice.

## Distribuzione
Distribuito dall'United Artists, il film uscì nelle sale cinematografiche statunitensi il 25 maggio 1924.
Copia della pellicola è conservata negli archivi del Mary Pickford Institute for Film Education.